# Rắn hổ mang phun nọc Mandalay
Rắn hổ mang phun nọc Mandalay (danh pháp hai phần: Naja mandalayensis) là một loài rắn trong họ Rắn hổ. Loài này được Slowinski & Wüster mô tả khoa học đầu tiên năm 2000.